# Trevor Rhone
Trevor Dave Rhone (24 de marzo de 1940 – 15 de septiembre de 2009) fue un escritor jamaicano, especialmente conocido como dramaturgo.

## Biografía
Comenzó su carrera teatral como profesor tras un periodo de tres años en el Rose Bruford College, un centro teatral inglés. Fue parte del renacimiento del teatro jamaicano a comienzos de los años 70. Participó en un grupo llamado Theatre '77, que realizó representaciones locales en su pequeño teatro conocido como The Barn, en Kingston. Gracias a ese grupo, formado en 1965, 12 años después, hacia 1977, se podía hablar de teatro profesional en Jamaica.
Entre sus obras más conocidas está el guion para The Harder They Come, una película policiaca de 1972, que resultó decisiva para la popularización del reggae en los Estados Unidos. Escribió también el guion para la película de amor de 2003 One Love.

## Obras más populares
- Smile Orange (1971)
- School's Out (1972)
- Old Story Time (1981)
- Two Can Play (1982)
- The Game (1985)

## Reconocimientos
Trevor Rhone fue honrado como figura principal en el festival de cine Caribbean Cultural Theatre de Nueva York en marzo de 2006.
Trevor Rhone había sido nombrado recientemente Fellow del centro teatral Rose Bruford College donde había estudiado en los sesenta.